# Aemilia de terminis
Aemilia de terminis va ser una antiga llei romana de data desconeguda que establia els límits dels municipis i colònies. Pel seu nom va haver de ser proposada per algun magistrat de la gens Emília (Aemilia).